# 양양 낙산사 홍예문
양양 낙산사 홍예문(襄陽 洛山寺 虹霓門)은 강원특별자치도 양양군 강현면, 낙산사에 있는 홍예문이다. 1971년 12월 16일 강원특별자치도의 유형문화재 제33호로 지정되었다.

## 개요
조선 세조 13년(1467)에 왕이 낙산사에 행차하여 절 입구에 세운 무지개 모양의 돌문이다. 당시 강원도는 26개의 고을이 있었는데, 세조의 뜻에 따라 각 고을의 수령이 석재를 하나씩 내어 26개의 화강석으로 홍예문을 만들었다고 한다.
홍예문 위에는 1963년 세운 누각이 있는데, 앞면 3칸·옆면 1칸의 문루이다. 이 문루는 주변 지형을 적절히 이용하여 홍예석 주위에 자연석을 쌓고 세워 특이한 것으로 평가받고 있다.

## 참고 자료
- 낙산사홍예문 - 국가유산청 국가유산포털